# Nikolaï Mitrokhine
Nikolaï Mitrokhine (russe : Николай Александрович Митрохин), né le 13 septembre 1972, à Moscou (URSS), est un sociologue russe, historien, journaliste, chercheur en matière de religion orthodoxe russe au sein de divers Instituts de sociologie et d'économie en Russie et dans d'autres régions de la Communauté des États indépendants.

## Biographie
En 1995 Nikolaï Mitrokhine termine des études spécialisées d'historien archiviste à l'Université d'État des sciences humaines de Russie. De 1995 à 2002 il étudie l'histoire russe auprès de la même université de Moscou.
De 1999 à 2005, il est collaborateur scientifique pour le programme de défense des droits de l'homme en Asie centrale auprès de l'ONG «Memorial».
En 2002, il défend sa thèse de candidat en sciences historiques sur « Le mouvement nationaliste russe en URSS du milieu des années 1950 aux années 1980 ». (Spécialité : histoire de la Patrie)
Cette même année 2002, il est nommé directeur de l'organisation publique « Institut d'étude des religions dans les régions de la Communauté des États indépendants et des États baltes »
En 2005 et 2006, il est boursier de la Fondation Alexander von Humboldt pour le projet « Les groupes d'influence dans l'Église orthodoxe russe moderne et leurs activités économiques ».
De 2006 à 2008, il est boursier de la fondation Gerda Henkel. Depuis le premier décembre 2008, il est chercheur scientifique du centre d'étude des religions en Europe orientale auprès de l'Université de Brême en Allemagne.
Il a été, à diverses périodes, collaborateur régulier de journaux et revues diverses au sein desquelles il est l'auteur de plus de 60 publications sur les questions religieuses et ethniques de la CEI.

## Opinions
L'ouvrage de Mitrokhine « L'Église orthodoxe russe : situation et problèmes actuels » a connu une large diffusion et a fait l'objet de nombreux comptes-rendus de la part de la presse.
La collaboratrice scientifique du " Berkley Center for Religion, Peace and World Affairs " Université de Georgetown Irina Papkova dans la revue " Kritika : Explorations in Russian and Eurasian History " donne un compte-rendu positif de l'ouvrage de Mitrokhine. Elle estime que le travail impressionnant de l'auteur représente, pour le profane, une étude préliminaire précieuse de l'action de l'Église orthodoxe russe et de son positionnement dans les sphères politiques, économiques et sociales. Elle considère que le travail de recherche de Mitrokhine explore ce qui se trouve derrière la restauration des façades des cathédrales, derrière la rhétorique de la hiérarchie. Elle estime que l'auteur met au jour les problèmes internes importants qui font que l'Église n'est pas en état de remplir son rôle de liaison avec les autres acteurs au niveau fédéral. Mitrokhine
remarque également la disproportion importante entre le nombre de gens 
qui se déclarent orthodoxes et le nombre réel de croyants. Cela lui permet de signaler le fait, qu'à son avis, pour la plupart des russes, l'orthodoxie est une identification ethnique et non religieuse .
Le sociologue Edouard Zibnitski considère, quant à lui, que la tournure des écrits de Mitrokhin rappelle trop la littérature anti-religieuse des années 1920-1930 du siècle passé et remarque un curieux aspect de matérialisme naïf dans les définitions émises par l'auteur. Il apprécie, par contre, le travail considérable et sans précédent qui rend cet ouvrage irremplaçable par son ampleur. « L'ouvrage est très fourni en chiffres et données diverses, qui ne sont pas encore accessibles ailleurs ni intégrés dans des études plus générales, relevés de manière systématiques et reliés entre eux. » Un des plus grands mérites de Mitrokhin est, suivant Zibnitski, de formuler la distance soulignée par son livre entre les clergés modernistes, conservateurs et fondamentalistes. Ce qui, à son avis, lui apportera un succès certain auprès des lecteurs orthodoxes, surtout parmi les membres du clergé.
Le président de l'Union des citoyens orthodoxes et rédacteur en chef de la revue « Conversation orthodoxe» Valentin Lebedev décrit quant à lui ce livre de Mitrokhine comme de la propagande anticléricale. Selon lui, le livre a obtenu un tel succès du fait de l'utilisation de sources anonymes et des coupures de presse people, comme base de ses conclusions.

## Travaux scientifiques

### Monographies
- Митрохин Н. А. Справочник Епископы и епархии Русской Православной Церкви (1997)

(Annuaire des évêques et des éparchies de l'Église orthodoxe russe)
- Экономическая деятельность Русской Православной Церкви и её теневая составляющая (2000, в соавторстве с Эдельштейн, Михаил Юрьевич|М. Эдельштейном).

(Activité économiques de l'Église orthodoxe russe et sa composante obscure)
- Митрохин Н. А. Экономика русской православной церкви (2001)

(Économie de l'Église orthodoxe russe)
- Митрохин Н. А. Русская партия. Движение русских националистов в СССР 1953—1985. — М.: Новое литературное обозрение (издательство)|Издательство НЛО, 2003. — 624 с.  (ISBN 5-867-93219-2)

(Groupe russe.Mouvement des nationalistes russes en URSS)
- Митрохин Н. А. Русская православная церковь: современное состояние и актуальные проблемы. — М.: Новое литературное обозрение (издательство)|Издательство НЛО, 2004. — 648 с.  (ISBN 5-867-93324-5)

(Église orthodoxe russe : situation et problèmes actuels) 
- Митрохин Н. А. Православное образование в России (2003)(Enseignement orthodoxe en Russie)
- Митрохин Н. А. Клерикализация образования в России: К общественной дискуссии о введении предмета « Основы православной культуры » в программу средних школ[8]. (2006)

(La cléricalisation de l'éducation en Russie : Vers un débat public sur le sujet " Fondement de la culture orthodoxe " dans les programmes des écoles secondaires.)

### Articles
- Митрохин Н. А. Мифы и легенды движения русских националистов в СССР (1950-е-начало 1980-х гг.) // «Новая» Россия: политическое знание и политологическое образование: Мат. межвуз. научн. конф., 1-2 дек. 2000 г. — М.: РГГУ, 2000. — С. 91-93

(Mythes et légendes sur les mouvements nationalistes russes en URSS)
- Митрохин Н. А. Русская партия. Фрагменты исследования. // Новое литературное обозрение (журнал)|Новое литературное обозрение. — М.: 2001. — №2 (48). — С. 245-297

(Le groupe russe. Éléments d'enquête)
- Митрохин Н. А. Воспоминания работников Аппарата ЦК КПСС об Александре Солженицыне: фрагменты интервью. // Новое литературное обозрение (журнал)|Новое литературное обозрение. — 2012. — № 115. — С. 106-123.

## Publications
- Митрохин H. A. Анархо-синдикализм и оттепель // Община. — М., 1997. — № 50. — С.39-46.

(L'anarcho-syndicalisme)
- Митрохин Н. А. Создавая Россию заново /рецензия на книгу Y.Brudny "Reinventing Russia. Russian Nationalism and the Soviet State, 1953-1991."// Русская мысль (современный журнал)|Русская мысль. — Париж: 2000. № 4326 (II Неприкосновенный запас (журнал)|Неприкосновенный запас. — М., 2001. — № 3. — С. 187)

(Refondation de la Russie)
- Митрохин Н. А. Кровь или Библия. Этнонационализм и религиозные организации: опыт СНГ. // Неприкосновенный запас (журнал)|Неприкосновенный запас. — М.: 2001. — № 3. — С. 85-101

(Le sang ou la bible. Organisation ethnonationaliste et religieuse, expérience de la CEI)
- Митрохин Н. А. Этнонационалистическая мифология в советском партийно-государственном аппарате. // Отечественные записки (журнал, XXI век)|Отечественные записки. — М.: 2002. — № 3. — С. 281-298.

(Mythologie ethno-nationaliste dans l'appareil d'État et de parti socialiste)

## Liens
- Институт изучения религии в странах СНГ и Балтии(Institut d'étude de la religion en CEI et dans les États baltes)
- /|Список публикаций М. Н. Митрохина (Listes des publications de Mitrokhine)

- Ressource relative à la recherche :   - Scopus
- Notices d'autorité :   - VIAF
  - ISNI
  - BnF (données)
  - IdRef
  - LCCN
  - GND
  - Pays-Bas
  - Pologne
  - Israël
  - NUKAT
  - Suède
  - Tchéquie
  - Lettonie
  - WorldCat